# Antes del Big Bang (hermanos Bogdanov)
«Antes del Big Bang» (en francés Avant le Big Bang), es una obra de los hermanos Igor y Grichka Bogdanov publicada en 2004, basada en sus tesis doctorales, tanto de física teórica como de matemática física. Los autores estuvieron envueltos en el escándalo Bogdanov.
Su publicación provocó severas críticas en la prensa científica y terminó con una denuncia por difamación interpuesta por los hermanos Bogdanov contra la revista Ciel et Espace, denuncia abandonada en 2007, tras la cual se condena en costas a los demandantes. 

## Argumento
En esta obra, los hermanos Bogdanov proponen que el cosmos en sí mismo, es un ente matemático con una ecuación global que lo determina. En el cosmos sólo habría tres estados posibles: Información, Energía y Materia; en la relación entre estos tres estados posibles, se darían las soluciones matemáticas a la ecuación global, que determinarían los modelos posibles de universos en el cosmos. Esta proposición --o hipótesis para los autores-- la denominaron "instante primordial de tamaño cero", que sería una especie de estado último del universo, ubicado durante la era de Planck ("debajo del muro de Planck", según la terminología de los autores).
Finalmente, proponen un cosmos Matemático-Abstracto Determinista, que genera Universos a través de mutaciones de estados entre: Información-Energía-Materia.

## Críticas
Luego de su publicación, la obra comenzó a tener críticas de la comunidad científica por los errores en su contenido y por la falta de referencias verídicas. Dentro de las más importantes se encuentra la mención en la nota a pie de página, en la primera edición del libro, de que la proporción áurea es un número trascendente, y la afirmación de que la expansión del Universo afecta significativamente el tamaño del sistema solar.
Se pueden encontrar muchas otras inexactitudes en el texto, como la mención de que el satélite artificial WMAP demostró que la curvatura espacial del universo era estrictamente positiva, que los teoremas sobre singularidades prueban que el universo surgió de una singularidad gravitacional, la afirmación de que la resolución de las ecuaciones de Einstein representa un sistema de veinte ecuaciones con diez incógnitas, o que el tamaño del universo observable crece con el tiempo a la velocidad de la luz. 
Además, en la contraportada de la primera edición del libro, los autores se presentan como parte del “Instituto Internacional de Física Matemática”. Este instituto resulta no pertenecer a ninguna institución universitaria y además fue creado solo unos días antes de la publicación del libro de Igor Bogdanov.